# Бирюли (станция)
Бирюли́ — железнодорожная станция Казанского отделения Горьковской железной дороги — филиала ОАО «РЖД». Расположена на территории Высокогорского района Республики Татарстан. Примыкающие перегоны (Высокая Гора — Бирюли и Бирюли — Куркачи) — двухпутные, электрифицированные, оборудованы системой трёхзначной односторонней автоблокировки. Здание вокзала с южной стороны. Станция является конечным пунктом для ряда пригородных поездов. На станции производится грузовая работа. Ближайший населённый пункт — посёлок Бирюлинского зверосовхоза.

## История
Была открыта в 1932 году.
В 2005 году на автостоянке транспорта у станции сложилась плачевная ситуация ввиду несанкционированной захламлённостью бытовыми отходами.
В 2009 году подписано соглашение между Кабинетом Министров Республики Татарстан и ОАО «Российские железные дороги» о возможной перспективе создания на станции логистического центра.